# Max Rauffer
Max Rauffer (ur. 8 maja 1972 w Kolbermoor) – niemiecki narciarz alpejski, specjalista konkurencji szybkościowych.

## Kariera
Po raz pierwszy na arenie międzynarodowej pojawił się w 1990 roku, startując na mistrzostwach świata juniorów w Zinal, gdzie zajął 24. miejsce w zjeździe. Na rozgrywanych rok później mistrzostwach świata juniorów w Geilo powtórzył ten wynik, zajmując również 40. miejsce w supergigancie.
W zawodach Pucharu Świata zadebiutował 29 grudnia 1993 roku w Bormio, zajmując 49. miejsce w zjeździe. Pierwsze pucharowe punkty wywalczył 6 stycznia 1994 roku w Saalbach, zajmując 30. miejsce w tej samej konkurencji. Na podium zawodów tego cyklu po raz pierwszy stanął 4 marca 2000 roku w Kvitfjell, kończąc zjazd na trzeciej pozycji. W zawodach tych wyprzedzili go jedynie Daron Rahlves z USA i Włoch Kristian Ghedina. W kolejnych startach jeszcze jeden raz stanął na podium – 18 grudnia 2004 roku w Val Gardena był najlepszy w zjeździe. Najlepsze wyniki osiągnął w sezonie 2004/2005, kiedy zajął 50. miejsce w klasyfikacji generalnej.
Na igrzyskach olimpijskich w Salt Lake City w 2002 roku zajął 22. miejsce w supergigancie i 34. miejsce w zjeździe. Był też między innymi dziesiąty w zjeździe podczas mistrzostw świata w St. Anton w 2001 roku. Wielokrotnie zdobywał medale mistrzostw Niemiec, w tym złote, w konkurencjach szybkościowych.
W 2005 roku zakończył karierę.

## Osiągnięcia

### Igrzyska olimpijskie
| Miejsce | Dzień     | Rok  | Miejscowość    | Konkurencja | Czas biegu | Strata | Zwycięzca           |
| ------- | --------- | ---- | -------------- | ----------- | ---------- | ------ | ------------------- |
| 34.     | 10 lutego | 2002 | Salt Lake City | Zjazd       | 1:39,13    | +3,39  | Fritz Strobl        |
| 22.     | 16 lutego | 2002 | Salt Lake City | Supergigant | 1:21,58    | +2,96  | Kjetil André Aamodt |

### Mistrzostwa świata
| Miejsce | Dzień       | Rok  | Miejscowość   | Konkurencja | Czas biegu | Strata | Zwycięzca          |
| ------- | ----------- | ---- | ------------- | ----------- | ---------- | ------ | ------------------ |
| 24.     | 13 lutego   | 1996 | Sierra Nevada | Supergigant | 1:21,80    | +2,08  | Atle Skårdal       |
| 30.     | 17 lutego   | 1996 | Sierra Nevada | Zjazd       | 2:00,17    | +3,69  | Patrick Ortlieb    |
| 16.     | 31 stycznia | 2001 | St. Anton     | Supergigant | 1:21,46    | +1,83  | Daron Rahlves      |
| 10.     | 7 lutego    | 2001 | St. Anton     | Zjazd       | 1:38,74    | +2,00  | Hannes Trinkl      |
| DNF     | 2 lutego    | 2003 | Sankt Moritz  | Supergigant | 1:38,80    | –      | Stephan Eberharter |
| DNF     | 8 lutego    | 2003 | Sankt Moritz  | Zjazd       | 1:43,54    | –      | Michael Walchhofer |
| DNF     | 29 stycznia | 2005 | Bormio        | Supergigant | 1:27,55    | –      | Bode Miller        |
| 18.     | 5 lutego    | 2005 | Bormio        | Zjazd       | 1:56,22    | +1,77  | Bode Miller        |

### Mistrzostwa świata juniorów
| Miejsce | Dzień       | Rok  | Miejscowość | Konkurencja | Czas biegu | Strata | Zwycięzca           |
| ------- | ----------- | ---- | ----------- | ----------- | ---------- | ------ | ------------------- |
| 24.     | 21 marca    | 1990 | Zinal       | Zjazd       | 1:19,42    | +3,37  | Kjetil André Aamodt |
| 40.     | 8 kwietnia  | 1991 | Geilo       | Supergigant | 1:27,16    | +3,66  | Jure Košir          |
| 24.     | 11 kwietnia | 1991 | Geilo       | Zjazd       | 1:05,48    | +2,34  | Ivan Bormolini      |

### Puchar Świata

#### Miejsca w klasyfikacji generalnej
- sezon 1993/1994: 146.
- sezon 1995/1996: 98.
- sezon 1996/1997: 135.
- sezon 1998/1999: 94.
- sezon 1999/2000: 57.
- sezon 2000/2001: 62.
- sezon 2001/2002: 83.
- sezon 2002/2003: 82.
- sezon 2003/2004: 101.
- sezon 2004/2005: 50.

#### Miejsca na podium w zawodach
1. Kvitfjell – 4 marca 2000 (zjazd) – 3. miejsce
2. Val Gardena – 18 grudnia 2004 (zjazd) – 1. miejsce